# Eulophonotus armstrongi
Eulophonotus armstrongi is een vlinder uit de familie van de houtboorders (Cossidae). De wetenschappelijke naam van deze soort is voor het eerst voorgesteld als Duomitus armstrongi door George Francis Hampson in een publicatie uit 1914.

## Verspreiding
De soort komt voor in Ghana.

## Waardplanten
De rups leeft op Coffea arabica (Rubiaceae).